# Diospyros heterotricha
Diospyros heterotricha là một loài thực vật có hoa trong họ Thị. Loài này được (Welw. ex Hiern) F.White mô tả khoa học đầu tiên năm 1963.